# Objetividad material
En mecánica del medio continuo, la objetividad material o independencia material del sistema de referencia se refiere a la idea general de las ecuaciones constituitivas de cualquier material no deben depender del sistema de referencia escogido para describir dichas relaciones matemáticas.
Históricamente, la idea fue intrducida bajo la denominación de "principio de objetividad material", por parte de Walter Noll en los años 1960 y se refería a que las ecuaciones constitutivas debían ser invariantes bajo cierto grupo de transformaciones ortogonales, que representaban rotaciones  que permitían pasar de un sistema de referencia a otro. Más receintemente la expresión "principio de objetividad material" ha sido reemplazada en la mayor parte de textos modernos por el "principio de independencia del marco de referencia" o "principio de indiferencia material"

## Forma matemática
Para un material hiperelástico, el tensor de tensiones {\displaystyle \mathbf {T} =(T_{ij})} se expresa en términos de alguna media de deformación, que vendrá dada por algún tensor de deformación {\displaystyle \mathbf {D} =(D_{ij})}, usando la fundión de densidad de energía elástica de deformación {\displaystyle W(\mathbf {D} )} se tiene que:

{\displaystyle T_{ij}={\frac {\partial W}{\partial D_{ij}}}}

La condición de objetividad material o independencia del marco de referencia se expesa sencillamente como:

{\displaystyle W(\mathbf {D} )=W(\mathbf {RD} ),\quad \forall \mathbf {R} \in {\text{SO}}(3)}

Es decir, que para cualquier matriz de rotación {\displaystyle \mathbf {R} } la energía elástica de deformación, es independendiente de la orientación de los ejes de coordenadas escogidos para escribir el tensor de deformaciones.